# Трубная промышленность России

Динамика производства стальных труб в России в 1992—2015 годах, в млн тонн

Трубная промышленность России — крупная отрасль российской металлургии, осуществляющая производство металлических труб.
Трубная промышленность является одной из самых передовых отраслей российской металлургии с точки зрения используемых технологий, оборудования и производимой продукции. С начала 2000-х годов в развитие трубной промышленности было инвестировано свыше 470 млрд рублей, что позволило довести долю высокотехнологичной продукции до более чем 60 %, обновить основные фонды и значительно увеличить производственные мощности. Производство стальных труб в России в 2016 году составило 10,3 млн тонн.

## Предприятия
В российской трубной промышленности прошёл этап консолидации активов и укрупнения производственных мощностей предприятий, в результате которого появились крупнейшие производственные холдинги — Трубная Металлургическая Компания (ТМК), Группа ЧТПЗ (входит в ТМК с 2021 года), Объединенная металлургическая компания (ОМК), а также трубные активы компании «Северсталь». Они выпускают более 70 % всех стальных труб в России.
В России работает более сотни трубных заводов. Наиболее крупные по объемам произведенной трубной продукции трубные заводы: Выксунский металлургический завод (ВМЗ, входит в ОМК), Челябинский трубопрокатный завод (ЧТПЗ, входит в ТМК), Волжский трубный завод (ВТЗ, входит в ТМК), Первоуральский новотрубный завод (ПНТЗ, входит в ТМК), Северский трубный завод (СТЗ, входит в ТМК), Синарский трубный завод (СинТЗ, входит в ТМК), Таганрогский металлургический завод (Тагмет, входит в ТМК), Ижорский трубный завод (ИТЗ, входит в Северсталь), «Северсталь Трубопрофильный завод-Шексна» (входит в Северсталь).

### Выксунский металлургический завод
Расположен в городе Выкса (Нижегородская область). Входит в состав Объединённой металлургической компании.
В 2005 году завод запустил линию по производству одношовных труб диаметром 1420 мм, предназначенных для магистральных газопроводов. На строительство линии проектной мощностью 450−500 тыс. тонн в год было потрачено порядка $170 млн.
В 2006 году завод являлся крупнейшим российским производителем металлических труб.
В 2007 году введен в эксплуатацию участок объемной термообработки труб, предназначенный для закалки и отпуска труб диаметром 114—530 мм длиной от 6 м до 13,72 м. ВМЗ, по итогам международного тендера, стал единственным российским поставщиком труб для строительства подводного участка газопровода «Nord Stream» по дну Балтийского моря.
В 2008 году ВМЗ освоил технологию эпоксидного антикоррозионного покрытия труб, предназначенных для использования в конструкциях скважин нефтегазовых месторождений на морском шельфе.

### Ижорский трубный завод
Ижорский трубный завод расположен в Колпино (Санкт-Петербург); введён в строй в 2006 году; на 100 % принадлежит ОАО «Северсталь». Завод производит трубы большого диаметра (до 18 м длиной) для нефтяной и газовой отраслей. Годовое производство труб — 438 тыс. т (2008). Завод получил большую часть заказа на поставку труб большого диаметра газопровода Бованенково — Ухта.

### ВЭСТ-МД
Расположен в Волгограде. Основной продукцией завода являются электросварные трубы. Предприятие также выпускает трубу специального назначения, которая используется в производстве сложных бытовых и промышленных приборов, в автомобилестроении. В настоящее время завод является лидером на рынке автомобильной трубы. Среди партнёров завода практически все автомобильные заводы России и ближнего зарубежья: «АЗЛК», «ЗИЛ», «КамАЗ», «ВАЗ», «МАЗ», «КрАЗ», «АвтоЗАЗ», «СеАЗ», завод малолитражных автомобилей и др. Продукция завода используется при производстве холодильников «Стинол», «Норд», «Орск» и др. Продукция предприятия экспортируется на Украину, в Молдавию, Узбекистан и Иран.

### Нижне-Волжский Трубный Завод
Расположен в г.Волжский, Волгоградская область. Предприятие основано путем объединения компаний АО ТЗ «Профиль-Акрас», ООО «ПК-ДИА» и ООО «Волжского Трубопрофильного Завода». Всего на предприятии производится более 5000 типоразмеров стальных труб различных длин, толщин, стенок и марок стали. «Нижне-волжский Трубный завод» выпускает эксклюзивные типоразмеры - треугольные трубы, полуовальные трубы, арочный профиль. Вся продукция  завода  изготавливается согласно ГОСТу, европейскому стандарту и проходит многоэтапные проверки.
К 2021 году «Нижне-волжский Трубный завод» имеет четыре производственные площадки:
- г.Волжский, ул. Портовая 16/3
- г.Волжский, ул. Александрова 71
- г.Волжский, ул. Александрова 95
- г.Ставрополь, ул.Кулакова 18

### Прочее
- Альметьевский трубный завод
- Борский трубный завод
- Волгореченский трубный завод (существует с 2000 года, мощность — 300 тыс. тонн труб в год)
- Набережночелнинский трубный завод ТЭМ-ПО (существует с 2007 года, мощность — 700 тыс. тонн труб в год (2013))
- Нижне-Волжский Трубный Завод — мощность более 400 тысяч тон в год (2021)